# Andreas Eriksson
Andreas Gustaf Eriksson, detto Ante (Stoccolma, 3 novembre 1981), è un ex calciatore svedese, di ruolo centrocampista.

## Carriera
Dopo le prime tappe all'IFK Viksjö e al Väsby IK nelle serie minori, Eriksson avrebbe dovuto iniziare la stagione 2004 con il Café Opera in Superettan. Dopo un buon precampionato, però, ha attirato le attenzioni dell'AIK che lo ha acquistato prima ancora di debuttare con il Café Opera.
All'esordio in Allsvenskan con l'AIK, alla prima giornata contro il GIF Sundsvall, ha deciso la sfida con colpo di tacco al 12º minuto, per l'1-0 finale. Sarà l'unica sua rete in 12 presenze nell'Allsvenskan 2004, per via di problemi al ginocchio, al piede e all'inguine. Eriksson ha avuto problemi fisici anche nel 2005, con la squadra che nel frattempo era retrocessa in Superettan, anche se in questo caso è riuscito a giocare più della metà delle partite.
Nel 2006, non avendo ottenuto un rinnovo contrattuale dall'AIK,  ha giocato per il Väsby United, club nato dalla fusione delle sue vecchie squadre Café Opera e Väsby IK. Nella stagione 2007 è passato al Sirius, concludendo la prima annata in nerazzurro con 5 gol e 5 assist in 26 presenze. Dopo un secondo anno al Sirius, il giocatore ha iniziato una parentesi di 6 anni al Brommapojkarna, squadra che durante quel periodo si è divisa tra prima e seconda serie.
Nel 2015 è tornato al Sirius, con cui ha raggiunto gli spareggi-promozione per salire in Allsvenskan. Nella gara di ritorno contro il Falkenberg, Eriksson aveva portato in vantaggio i suoi, prima che la rete del definitivo 1-1 facesse sfumare l'obiettivo per la regola dei gol in trasferta.
Si è ritirato al termine della stagione 2017, dopo essere riuscito a giocare solo una partita nelle ultime due stagioni per colpa di vari problemi fisici.